# 薄叶山柑
薄叶山柑（学名：Capparis tenera）为山柑科山柑属的植物。分布于泰国、非洲、缅甸、印度、锡金以及中国大陆的云南等地，生长于海拔1,250米的地区，多生于山坡寨旁和山脚疏林中，目前尚未由人工引种栽培。

## 异名
- Capparis tenera Dalz. var. caudata B. S. Sun